# Gesellschaft zu Zimmerleuten

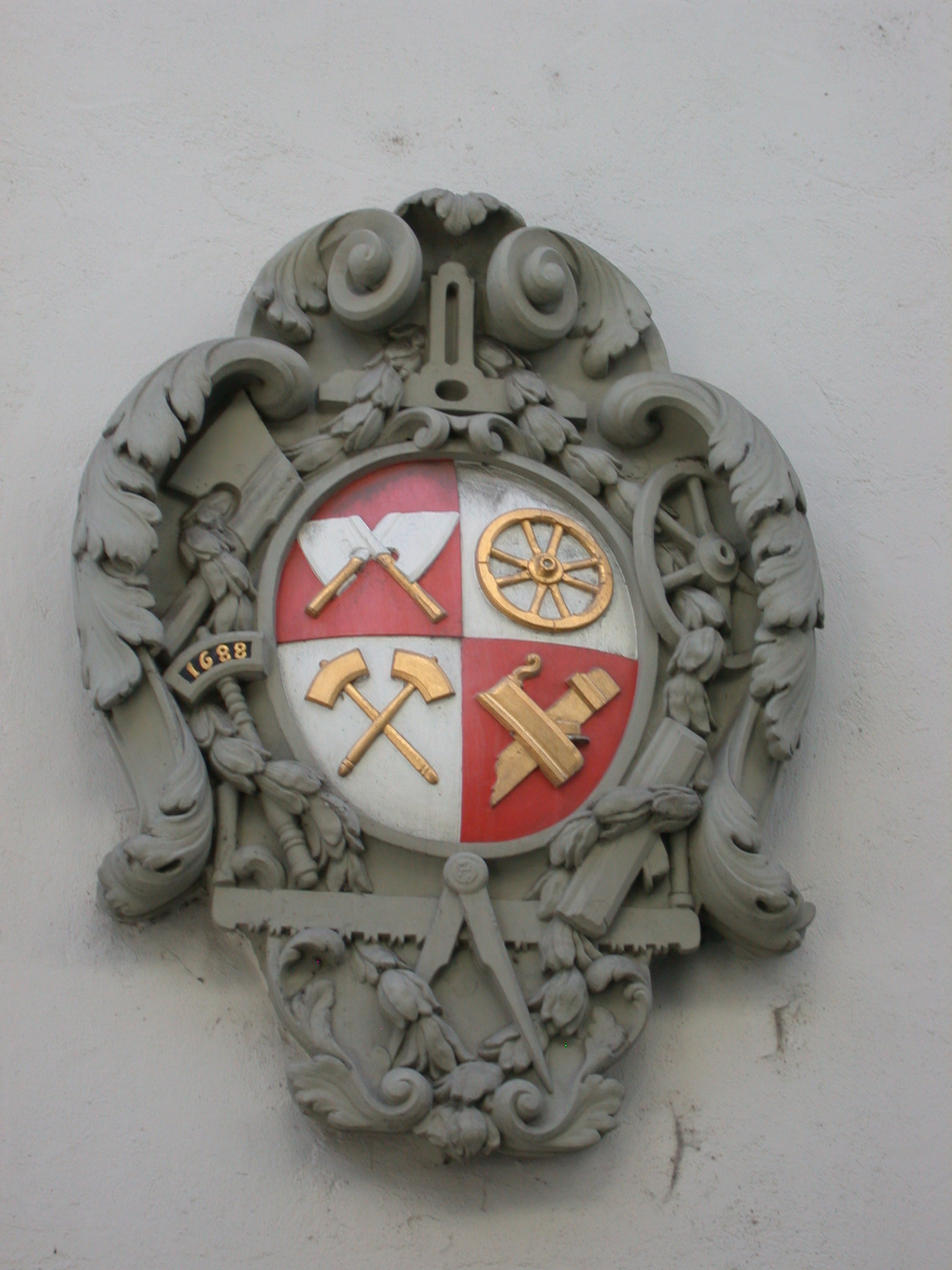
Wappen der Gesellschaft zu Zimmerleuten aus dem Jahr 1688 an der Kreuzgasse in Bern

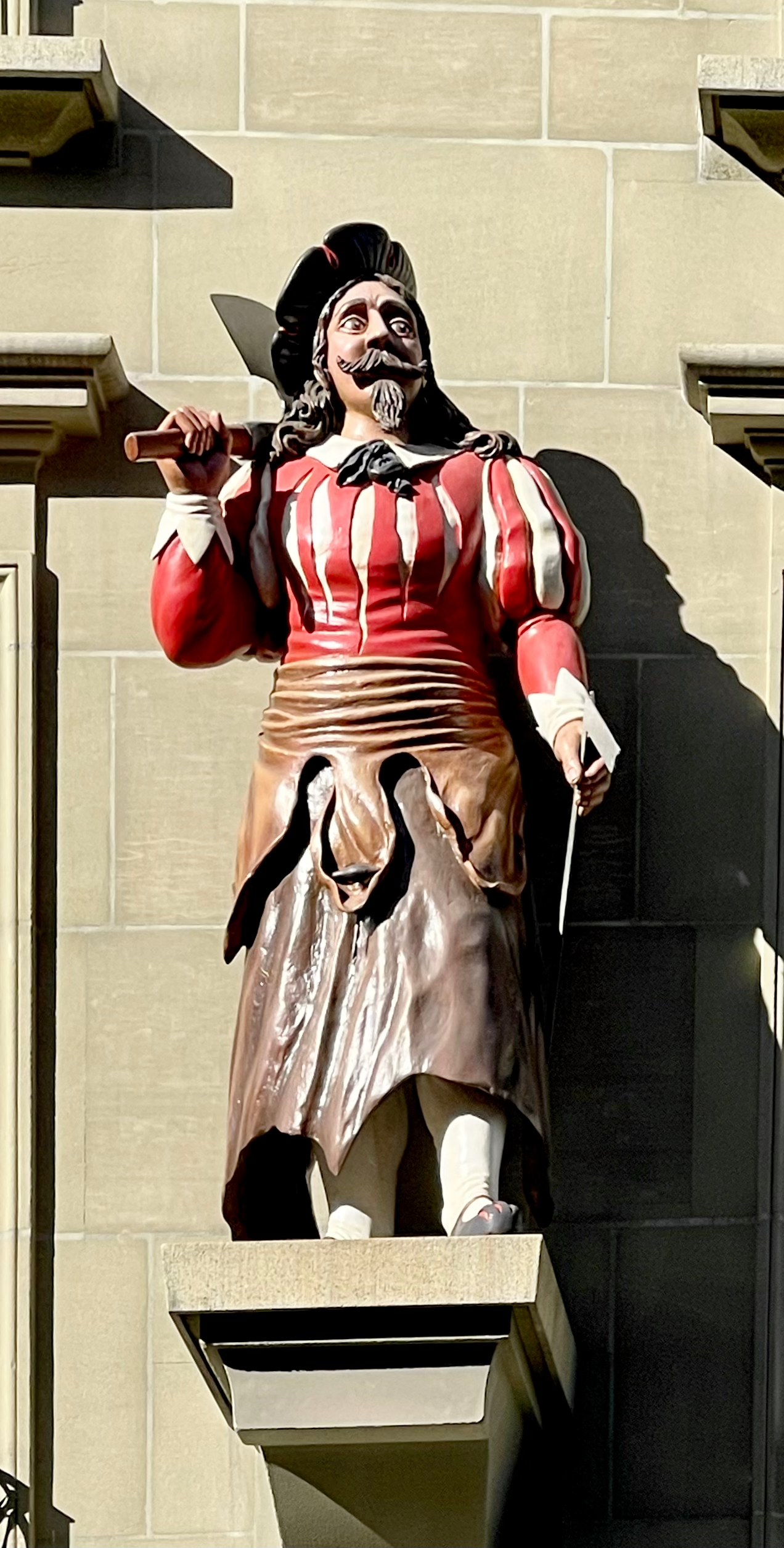
Hauszeichen der Gesellschaft zu Zimmerleuten aus dem Jahr 1846, am heutigen Zunfthaus an der Kramgasse in Bern (2024)

Die Gesellschaft zu Zimmerleuten ist eine der 13 Gesellschaften und Zünfte in der Stadt Bern und durch die Verfassung des Kantons Bern garantierte öffentlich-rechtliche Körperschaft. Sie ist eine burgerliche Korporation im Sinn der bernischen Gemeindegesetzgebung und untersteht der Aufsicht der kantonalen Behörden. Als Personalkörperschaft hat sie kein eigenes Territorium und ist steuerpflichtig. Sie umfasst alle Burgerinnen und Burger von Bern, die das Gesellschaftsrecht zu Zimmerleuten besitzen. Zurzeit umfasst die Gesellschaft zu Zimmerleuten ungefähr 1300 Mitglieder.
Die Gesellschaft zu Zimmerleuten umfasste bis 1798 die Handwerke der Zimmerleute, Tischmacher (Schreiner), Küfer und Wagner. Die Berner Küfer erscheinen erstmals 1314 in den Quellen. 1373 werden Zimmerleute und Dachnagler (Schindel-Dachdecker) erstmals urkundlich erwähnt.

## Personen
Nicht abschliessende Liste mit Angehörigen der Gesellschaft zu Zimmerleuten, über welche ein deutschsprachiger Wikipedia-Artikel existiert.
- Erasmus Ritter (1726–1805), Architekt, Ingenieur und Altertumsforscher
- Beat Ludwig Walthard (1743–1802), Verleger
- Jakob Samuel Wyttenbach (1748–1830), Pfarrer und Naturhistoriker
- Friedrich Schwab (1803–1869), Sammlung Schwab, Pfahlbautenforscher und Namensgeber Museum Schwab
- Albrecht Rudolf Rüetschi(1820–1903), evangelischer Geistlicher und Hochschullehrer
- Rudolf Schärer (1823–1890), Psychiater und Hochschullehrer
- Emma Stämpfli-Studer (1848–1930), Unternehmerin
- Karl Stämpfli (1844–1894), Politiker und Unternehmer
- Adolfo Lutz (1855–1940), Mediziner, Zoologe und Bakteriologe
- Gustav Hasler (1877–1952), Unternehmer
- Gottlieb Ott (1832–1882), Bauunternehmer
- Bernhard Walthard (1897–1992), Pathologe
- Max Walthard (1867–1933), Gynäkologe
- Bertha Lutz (1894–1976), Zoologin
- Jakob Stämpfli (1934–2014), Sänger
- Robert Stämpfli (1914–2002), Physiologe
- Lilo Pulver (* 1929), Schauspielerin
- Kurt Hauri (1936–2009), Jurist
- Bernhard Furrer (* 1943), Architekt und Denkmalpfleger
- Rudolf Stämpfli (* 1955), Unternehmer